# Wecker
Ein Wecker ist eine Uhr, die zu einer zuvor einzustellenden Uhrzeit aus dem Schlaf wecken oder an einen bestimmten Termin erinnern soll. Dies geschieht meist durch ein akustisches Signal.

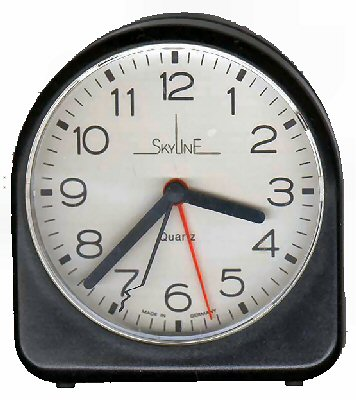
Analoger batteriebetriebener Wecker

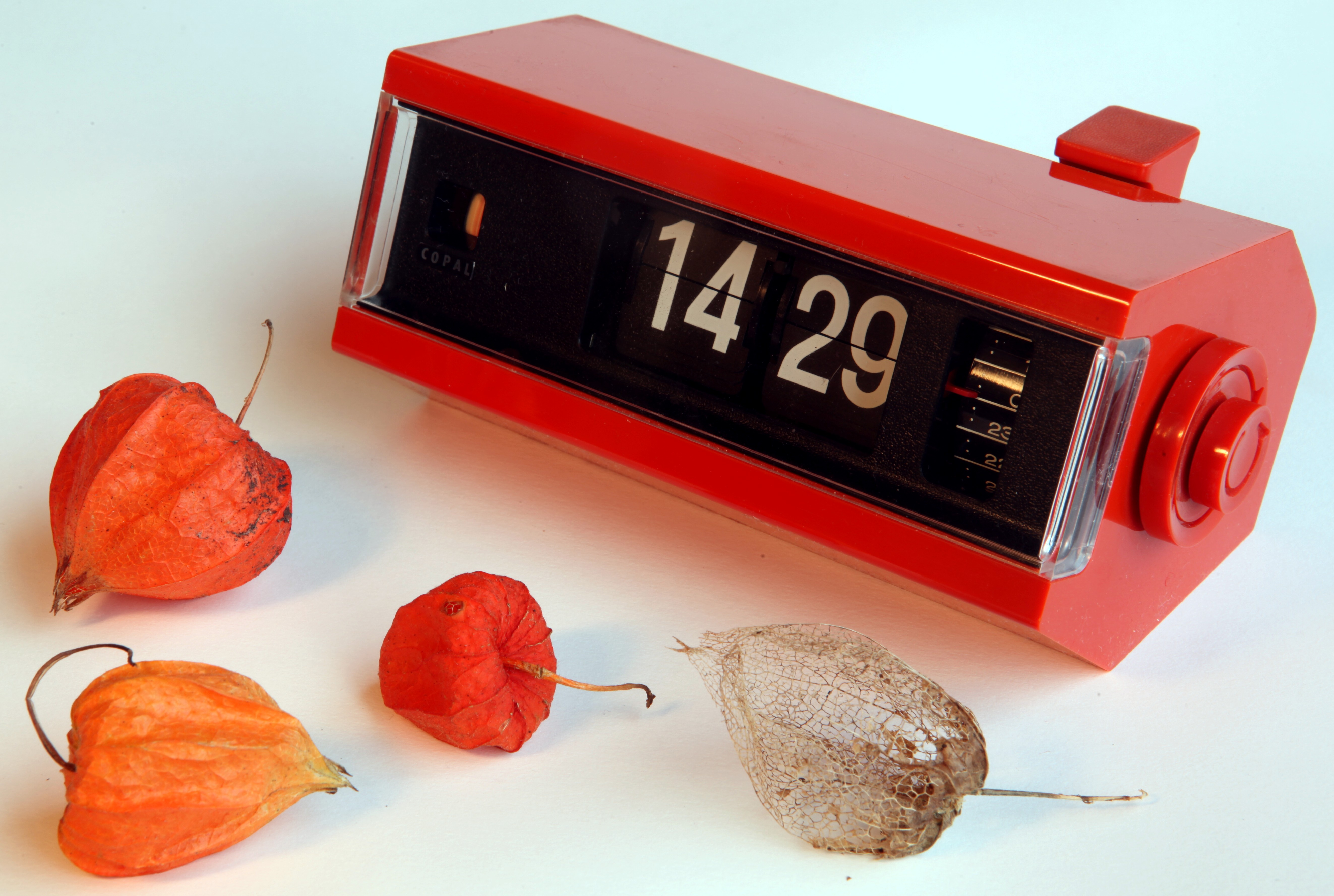
Digitaler Wecker mit Fallblattanzeige

## Geschichte

### Frühgeschichte der Wecker
Lange Zeit waren Uhren Luxusgegenstände. Für den überwiegenden Teil der Bevölkerung endete der Schlaf, wenn es hell wurde oder wenn der Hahn krähte. Die wenigen, die vor der Dämmerung aufstehen mussten, wurden vom Nachtwächter geweckt.
Aus der Antike haben sich Beschreibungen von Wasseruhren erhalten, bei denen der Wasserstand in einem Gefäß die Zeit anzeigte. Dabei konnten in das Gefäß Schwimmer eingesetzt werden, die bei einer bestimmten Füllhöhe über einen Hebel Glocken- oder Figurenwerke auslösten.
In den Klöstern des 12. Jahrhunderts sollen Weckuhren mit Glockensignalen an die Einhaltung der Gebetszeiten erinnert haben. Überliefert sind solche „Horologien“ aber nicht.
Uhren mit zusätzlicher Weckfunktion gibt es aber ebenso lange wie Räderuhren überhaupt, also seit dem 14. Jahrhundert. In Dantes Meisterwerk, seiner „Göttlichen Komödie“ von 1320, findet sich die erste präzise Beschreibung eines Uhrwerks. Schon dieses Uhrwerk ist mit einem Weckmechanismus ausgestattet.

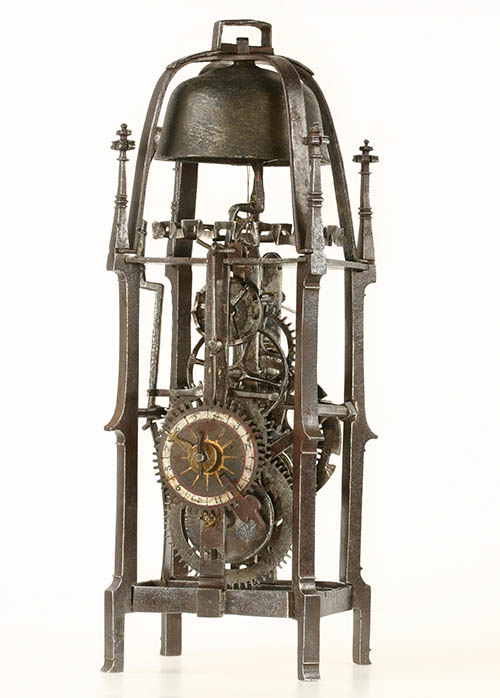
Gotische Eisenuhr mit Wecker um 1580

Die ältesten erhalten gebliebenen Wecker sind Wanduhren, die den Turmwächtern den Einsatz zum Schlagen der Kirchenglocken gaben. Diese sogenannten Türmeruhren werden gemeinhin ins 15. und 16. Jahrhundert datiert.

### Renaissance und Barock
Mit der Erfindung der Unruh und der Feder als Energiespeicher wurden die Uhren mobil – auch die mit Weckfunktion. Sie waren als Luxusaccessoires für reiche Bürger und Adelige beliebt. Auf der Fahrt waren sie allerdings noch nicht zu gebrauchen, sondern nur in den Nachtquartieren oder am Ankunftsort.
Für die Reise mit der Kutsche oder dem Pferd benutzte man vom 17. bis zum 19. Jahrhundert übergroße Taschenuhren mit Wecker. Sie benennen bereits in ihrem Namen „Kutschenuhren“ oder „Satteluhren“ den Verwendungszweck. Diese Kutschenuhren hielten trotz der Stöße und dem Schaukeln auf den holprigen Straßen die Zeit einigermaßen korrekt ein.

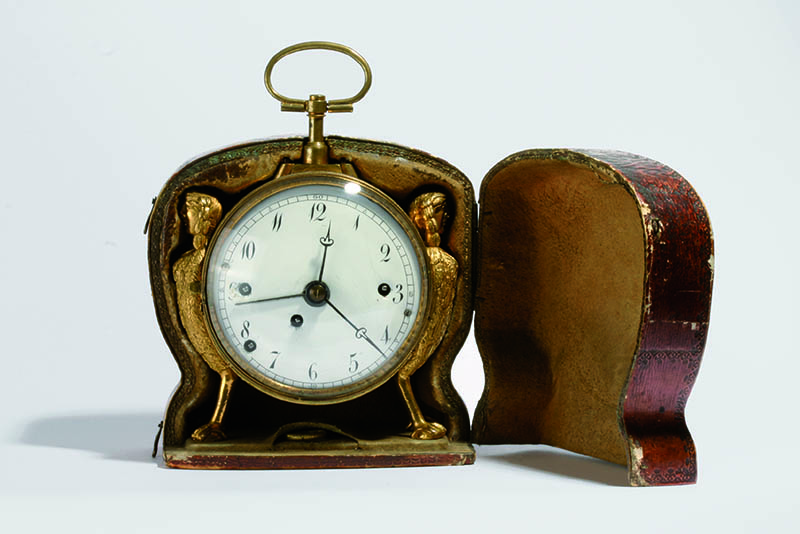
Offizierswecker, Wien um 1820

An der Wende zur Neuzeit gab es mit den „Offiziersweckern“ erste Uhren, die vor allem zum Wecken dienten. Der Name „Offizierswecker“ rührt angeblich daher, dass Offiziere, die außerhalb der Kasernen schliefen, zuverlässige Weckuhren brauchten, damit sie pünktlich zum Morgenappell erscheinen konnten. In wohlhabenden Kreisen schätzte man diese tragbaren Tischuhren als Reisebegleiter. Sie wurden deshalb auch „Pendule de Voyage“ genannt.

### Industrialisierung und Wecker
In der zweiten Hälfte des 19. Jahrhunderts mussten Arbeiter und Angestellte pünktlich zur Arbeit erscheinen. Robuste Holzuhren aus den Werkstätten und kleineren Fabriken des Schwarzwaldes waren lange Zeit die günstigste Möglichkeit, sich zuverlässig wecken zu lassen. Etwas teurer waren industriell hergestellte Tischuhren mit Weckfunktion nach dem amerikanischen Vorbild der „Cottage-Clocks“. Diese ersten massenindustriell gefertigten Uhren hatten häufig einen Wecker.
Noch kompakter war ab den 1860/70er Jahren der zunächst in Frankreich produzierte „Pariser Wecker“. Anders als sein amerikanisches Pendant hatte er noch ein Uhrwerk mit massiven Platinen und Zahnrädern. Dieser Massivwecker mit Kurzpendel richtete sich eher an kleinbürgerliche Haushalte.
Der wohl bekannteste Wecker aus dem 19. Jahrhundert ist der Babywecker. Er besteht aus einem runden Metallgehäuse auf kleinen Füßchen mit einer sichtbaren Glocke.
Im Laufe des 20. Jahrhunderts wurde der Wecker dem Zeitgeschmack angepasst. Die aufgesetzte Glocke verschwand, als Klangkörper diente nun einfach die Rückwand des Wecker-Gehäuses. Kräftige Farben verliehen den Weckern ein freundliches Aussehen. Es entstanden zahllose Formen, damit jeder „seinen“ Wecker finden konnte. Auch Alarm und Werk wurden verbessert: Es gab Wecker mit Repetition, mit Schwellton oder mit einem leise gehenden Werk. Dank Eisenbahn und Automobil ging der Wecker nun öfters auf Reisen. Hierfür konnte man sich spezielle Etuiwecker kaufen. Ein Armbandwecker (Armband-Weckeruhr) wurde 1908 von der Firma Eterna zum Patent angemeldet. Bekannte Armbanduhr-Modelle mit Wecker wurden 1950 Memovox von Jaeger-LeCoultre und 1955 Duofon von Pierce. Auch wenn sich die Gehäuse dem Zeitgeschmack der Gesellschaft anpassten, die Technik blieb lange Zeit dieselbe. Erst mit der Elektronik änderte sich die Konstruktion der Weckerwerke. Quarzrevolution und Funkuhrtechnik sorgten dafür, dass es bald hochpräzise Wecker für wenig Geld zu kaufen gab.
Seit Ende des 20. Jahrhunderts wird der Wecker vielfach von Handy oder auch Smartphone mit integrierten Wecksystemen verdrängt. Dieser Trend zeigt, dass der Wecker oftmals nur noch eine Zusatzfunktion bei gängigen Haushaltsgegenständen ist. Und auch die Wecker besitzen zahlreiche Extras. Die Weckfunktion rückt wieder deutlich in den Hintergrund.

## Weckertypen

### Babywecker
Die Industrialisierung im 19. Jahrhundert veränderte das gesellschaftliche Leben. Die neue Arbeitsweise in den Fabriken zwang die Menschen, sich einer zeitlichen Disziplinierung zu unterwerfen. Die Schichtarbeit brachte einen wechselnden Arbeitsbeginn mit sich, so dass es in einem Haushalt keine einheitlichen Zeiten für Wecken und Aufstehen mehr gab. Gleichzeitig war Pünktlichkeit wichtig.

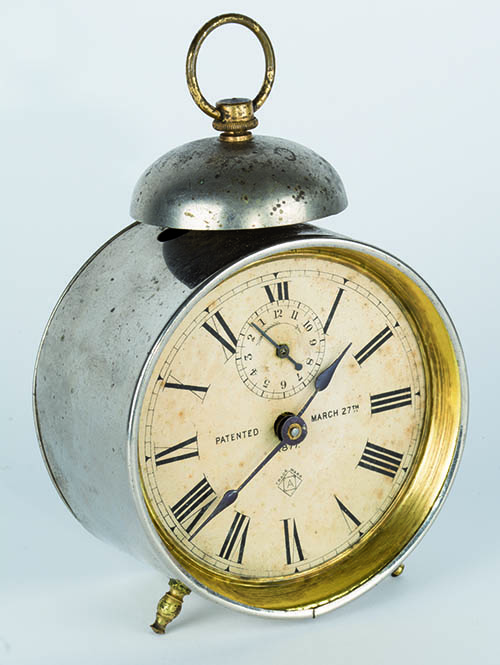
Wecker „Globe“, Ansonia Clock Company, New York, um 1880.

Daher wurden zuverlässige Aufstehhilfen benötigt. Als erste erkannten dies die Uhrenfabriken in den USA. Dort stellte man schon seit längerem preisgünstige Uhren in Fabriken mit Hilfe von Maschinen in großen Mengen her. Sie bekamen ein dosenförmiges, rundes Gehäuse aus Blech, dazu ein Uhrwerk mit einer Unruh, das in jeder Lage funktionierte. Diesen Wecker konnte man sowohl hinstellen als auch dank eines Tragrings auf der Glocke an die Wand hängen.
Das erste Modell auf dem Markt war das Modell „Globe“; dessen Gehäuse glich einer einfachen, sehr kurzen, vorne und hinten gleich dicken, liegenden Dose.

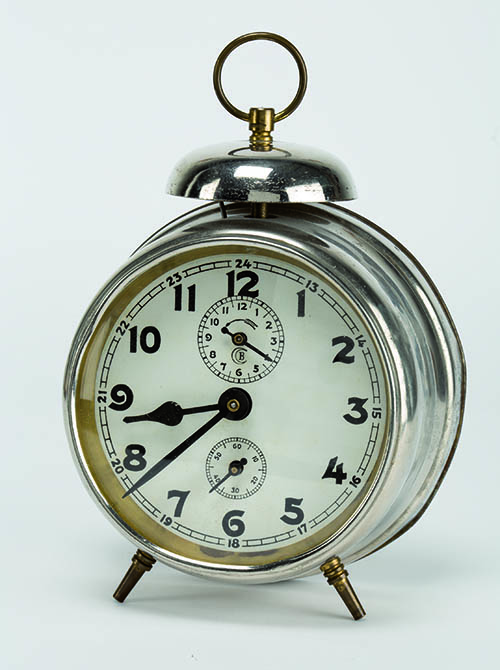
Babywecker, Badische Uhrenfabrik, Furtwangen, um 1925

Doch es wurde bald vom „Baby“ abgelöst, dessen runder Metallkörper sich nach hinten ausweitete, soll heißen: Das Gehäuse glich einer sehr kurzen, liegenden Dose, deren hinterer Rand aber verbreitert war (was von vorne, und noch besser von schräg-vorne, zu sehen war). Diese Verbreiterung hatte mehrere Vorteile:
- Während beim „Globe“ das Gehäuse noch gebogen und verlötet werden musste, konnte man beim „Baby“ das Gehäuse mittels Pressen formen.
- Der hintere Rand diente gleichzeitig als hinterer Stand-Fuß, was auch einen besseren Stand bot.[13]

Der „Baby“-Wecker hat das Aussehen vieler folgender Wecker stark geprägt.
1871 fuhr der junge Schwarzwälder Arthur Junghans in die USA, um sich dort über den Stand der amerikanischen Uhrenproduktion zu informieren. Zurück im Schwarzwald, setzte er das erworbene Wissen in seiner Fabrik in Schramberg um. Arthur Junghans führte 1881 den Uhrentyp in Deutschland ein und revolutionierte damit die deutsche Uhrenproduktion. Junghans übernahm nicht nur die Form, sondern auch die englischen Namen der Modelle. Das Unternehmen entwickelte für seine Wecker ein robustes Werk, das günstig in großen Mengen hergestellt werden konnte. Das W10 genannte Werk setzte Maßstäbe und wurde von vielen anderen Uhrenfabriken kopiert. Junghans selbst produzierte über ein halbes Jahrhundert hinweg viele Millionen W10-Werke für die unterschiedlichsten Weckergehäuse.

### Stilwecker

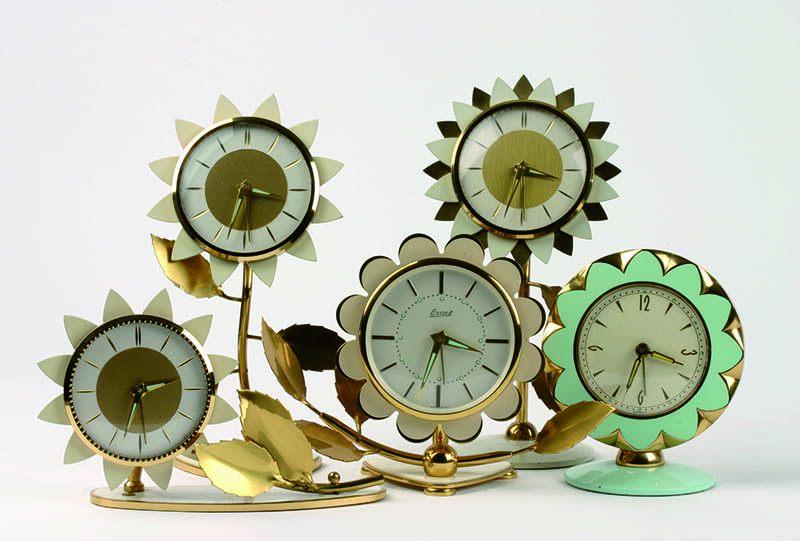
Wecker in Form einer Blume, Villingen 1960er Jahre

Der Verkaufskatalog der Garantiegemeinschaft Deutscher Uhrmacher von 1913 zeigt die Erweiterung des Weckerangebots an Nippes- und Kleinwerkweckern. Zwar blieben die amerikanischen Impulse weiterhin im Mittelpunkt der Produktion von Weckerwerken, es begann dennoch eine Diversifizierung an Gehäuseform, Farbe oder Zifferblattgestaltung. In der Industriegesellschaft des Deutschen Kaiserreiches spielte die zeitliche Koordinierung eine immer wichtigere Rolle. Gleichzeitig war die Uhrenindustrie bestrebt, die neue Alltagsuhr zu perfektionieren und sie dem Zeitgeschmack anzupassen. Der Designaspekt spielte gerade bei Weckern eine immer wichtigere Rolle für den Absatz.
Stil- und Nippesuhren waren bei der Mittelschicht sehr beliebt. In diesen Markt konnte die Weckerproduktion einsteigen, als sich die wirtschaftliche Situation 1924 durch die Einführung der Rentenmark stabilisierte. Der Kunde wollte hochwertige Stilwecker. Diese Stilwecker zeichneten sich durch eine höherwertige Verarbeitung, aufwendigen Materialien, hochwertige Werke und ein nicht weckertypisches Design aus. Oft waren sie von herkömmlichen Tisch- und Nippuhren kaum zu unterscheiden. Bald setzt sich die Bezeichnung „Boudoir-Wecker“ für diese Qualitäts-Nippwecker durch. Demnach war der Wecker auf dem Frisiertisch der Spiegelkommode zu platzieren. Gelegentlich wurden die Wecker in Etuis verkauft, die es ermöglichten, ihn auf Reisen mitzunehmen.

### Reisewecker

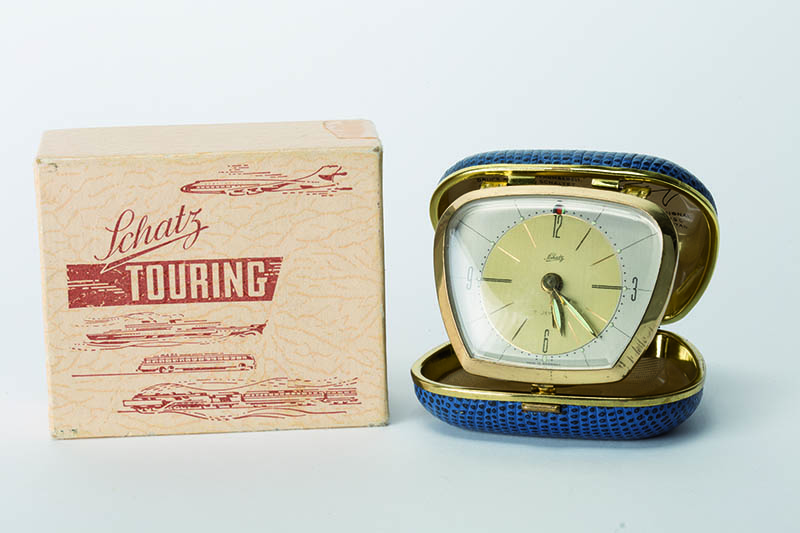
Reisewecker, Schatz, Triberg um 1956

|  | Info zur Audio-Datei |

Bereits mit der Erfindung der tragbaren Uhren waren die Wecker im 16. Jahrhundert dank der Feder als Energiespeicher und der Unruh mobil geworden. In den 1920er Jahren wurden Reisewecker mit der steigenden Mobilität zum Massenartikel. Zunächst ähnelten sie den Reiseweckern aus früheren Zeiten. Hübsche Nippwecker erhielten ein edles Etui, das die Uhr unterwegs schützte. Abends wurde die Uhr aus dem Schutzgehäuse herausgenommen und auf den Nachttisch gestellt. Später wurde das Werk fest mit dem Etui verbunden. Jetzt schützte das Etui den Wecker nicht nur, sondern war gleichzeitig sein Aufsteller.

### Radiowecker
Anfang der 1930er Jahre gingen sowohl in Europa als auch in den USA zahlreiche Patentanträge für Radioschaltuhren ein. Der erste Radiowecker, der in Serienproduktion hergestellt wurde, dürfte der Musalarm 8H59 von der US-amerikanischen Firma Telechron sein. Die Uhr basiert auf dem Patent von Francesco Collura, der 1946 einen „Radioempfänger und eine Zeitschaltuhr“ kombinierte. Telechron brachte seinen kleinen, kompakten Musalarm als Kleinserie auf den Markt. 1948 wurden sechs Modelle à 60 Stück produziert. Drei Jahre später, mit Musalarm 8H67, waren es schon 20 Modelle, die in 500-Stück-Produktion hergestellt wurden.
1949 schwärmte die Deutsche Uhrmacher-Zeitung von der „sensationellen Erfindung“ des Stuttgarters Fritz Niethammer, der eine elektrische Radioschaltuhr erfunden hatte: „Durch ein kleines Standührchen, das seinen Platz auf dem Nachttisch einnimmt, wird das Radiogerät eingeschaltet. […] Am […] Morgen wird man zur gewünschten Zeit aus tiefstem Schlaf im Traum versunken, statt des schnurrenden Weckers durch frohe Musikklänge und frohen Mutes in das Alltagleben geweckt.“
Allem Lob zum Trotz tauchten in Deutschland die ersten markttauglichen Radiowecker erst in den 1950er Jahren auf. Es waren relativ große Röhrenradios mit eingebauter Schaltuhr.

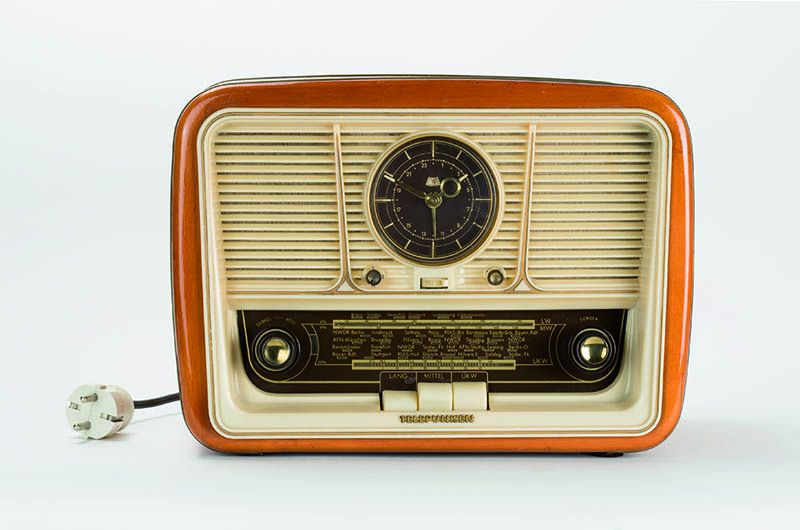
Telefunken-Röhrenradio „Jubilate“ mit Schaltuhr (1953), Exponat im Deutschen Uhrenmuseum, Furtwangen im Schwarzwald

So war 1953 z. B. das Telefunken-Modell „Jubilate“ auch mit Uhr erhältlich. Eine solche „Radiouhr“ wog ca. 5 kg. Die Entwicklung stieß bei den Uhrmachern nicht auf Begeisterung. Radiowecker in allen Größen und Formen überschwemmten bald den Markt. Die 24-Stunden-Anzeige hingegen war keine Errungenschaft der 1970er Jahre. Schon die „Jubilate“ wiederholte die Weckzeit erst am Folgemorgen. „Das Wecken im zwölfstündigen Rhythmus dürfte unerwünscht und vielfach störend sein, für den Nachbarn u. U. mehr als für den Besitzer“, wusste Diplom-Ingenieur Werner Kausch schon in den 1950er Jahren.

## Ausstattungsmerkmale

### Digitalanzeige

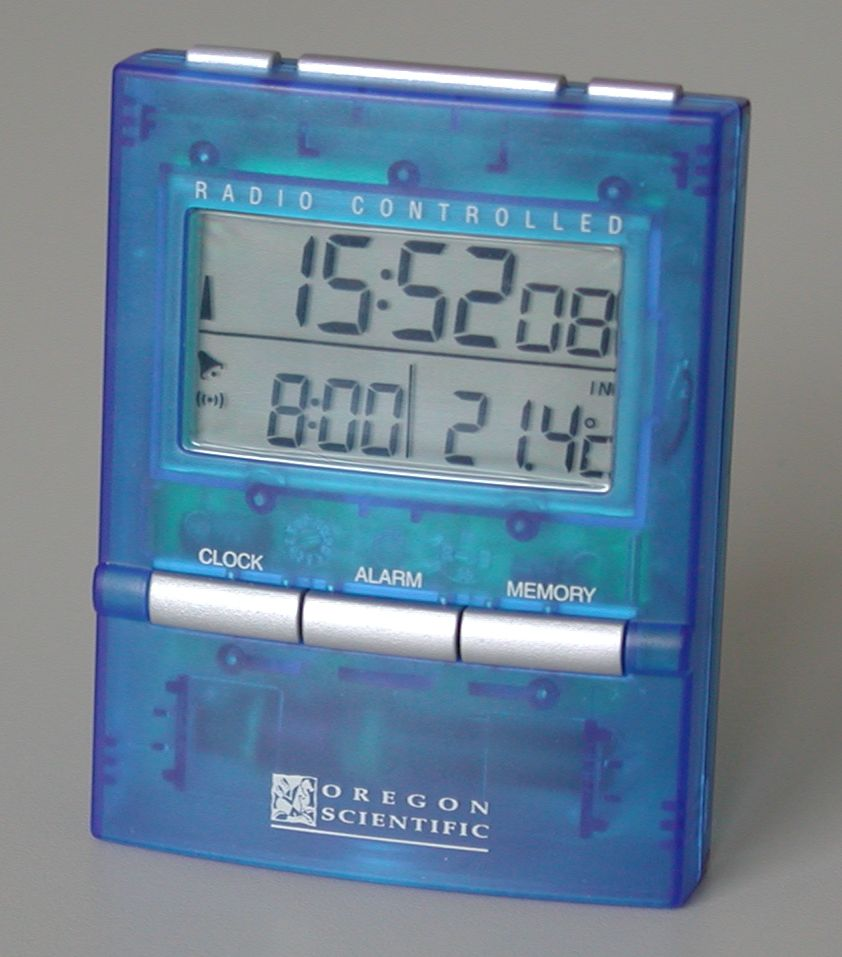
Digitaler Wecker,
hier gleichzeitig mit Funk-Empfang und Thermometer

Digitalwecker verfügen über ein elektronisches Uhrwerk mit Ausgabemöglichkeit verschiedener Daten über ein Display. Das ermöglicht es, zahlreiche Zusatzfunktionen zu integrieren, die in mechanischen oder elektromechanischen Weckern nicht oder nur sehr aufwendig realisierbar wären. Neben den üblichen Zusatzfunktionen von Digitaluhren gibt es zusätzliche Weckzeiten, die auch wochentagsabhängig sein können, oder ein automatisches früheres Wecken bei Unterschreitung einer vorgegebenen Außentemperatur.

### 24h-Weckzeitskala

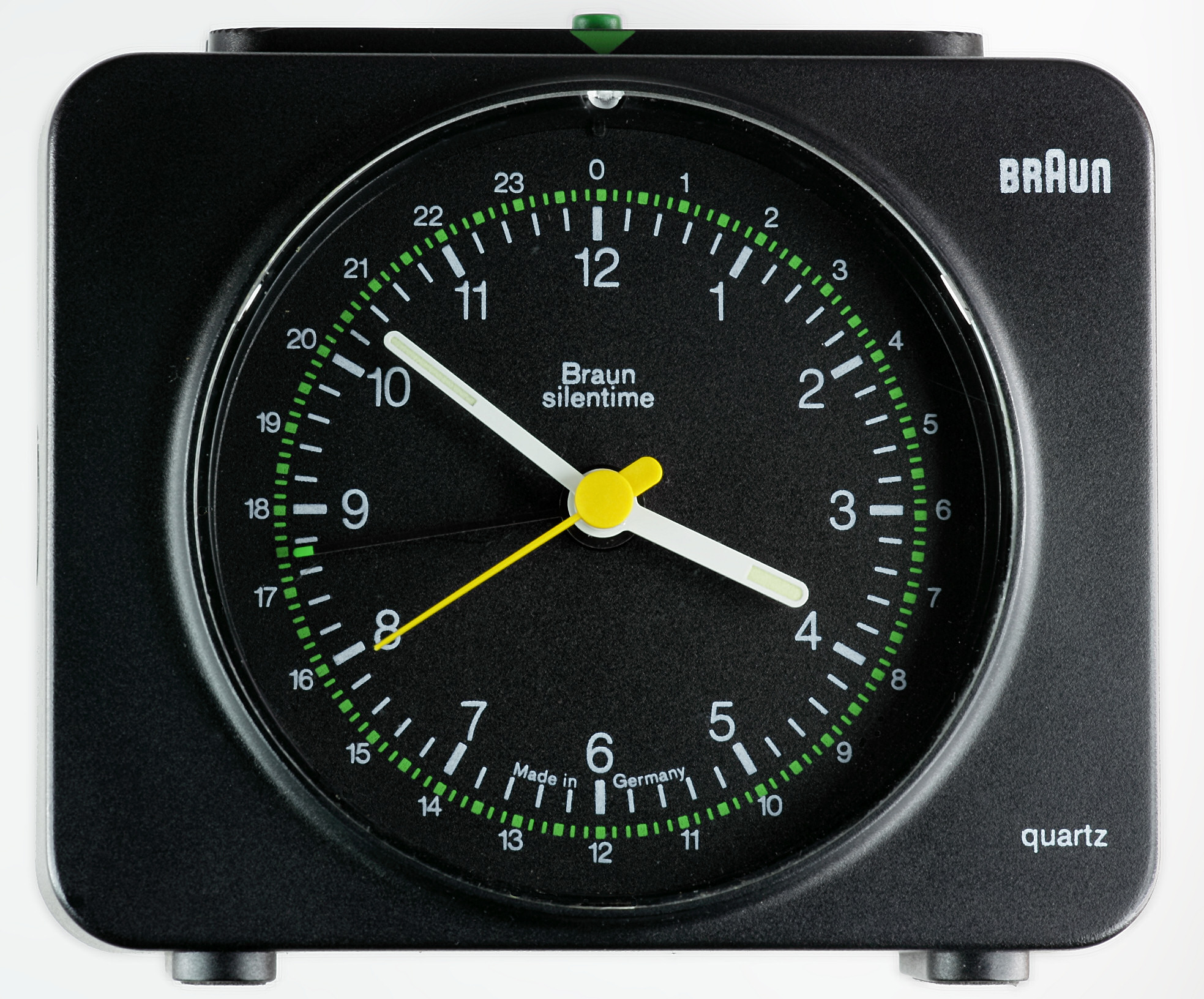
Wecker mit 12-Stunden-Zifferblatt und 24-Stunden-Weckzeitskala.

Bei analogen Weckern mit einem 12-Stunden-Zifferblatt gibt es das Problem, dass der eingeschaltete Wecker alle 12 Stunden weckt. Der Benutzer kann den Wecker also erst am Abend und nicht früher als 12 Stunden vor der Weckzeit einschalten, um einen Alarm am Abend zu vermeiden. Um dieses Problem zu umgehen, gibt es analoge Wecker mit einem 24-Stunden-Zifferblatt oder mit einem 12-Stunden-Zifferblatt und einer 24-Stunden-Skala für die Weckfunktion (abgebildet).

### Projektion der Anzeige
Wecker, die über eine Projektionsoptik verfügen, können Informationen (i. d. R. die Uhrzeit) an die Wand oder Decke projizieren, so dass nicht das Display des Weckers selbst abgelesen werden muss. Je nach Model und Einstellung ist die Projektion dauerhaft aktiv oder wird über eine Taste aktiviert. Diese Projektion ist immer eine Zweitanzeige neben der Anzeige auf dem Gerät, wo üblicherweise noch mehr Informationen angezeigt und die Einstellungen vorgenommen werden.

### Funkmodul
Wecker mit integriertem Funkmodul (Funkwecker) erhalten die exakte Uhrzeit von dem Zeitzeichensender DCF77 in Mainflingen bei Frankfurt am Main, dessen Sendesignal von einer Atomuhr der Physikalisch-Technischen Bundesanstalt in Braunschweig synchronisiert wird. Dadurch entfällt das manuelle Einstellen der Uhrzeit (Uhrenfehler) sowie die Umstellung zwischen Sommer- und Winterzeit.

### Schlummertaste
Die Schlummertaste (englisch snooze button) dient dazu, das Wecksignal des Weckers kurzzeitig zu unterbrechen (um weiter zu „schlummern“). Das Wecksignal ertönt nach einer gewissen Zeitspanne von alleine wieder, je nach Gerät nach fünf bis zehn Minuten. Diese Unterbrechung kann oft mehrmals wiederholt werden.
Die Schlummertaste ist in der Regel so ausgeführt, dass sie im Dunkeln leicht gefunden werden kann. Neben einer Taste auf dem Wecker hat Braun in den 1980er Jahren verschiedene Modelle eingeführt, deren Weckton sich auch durch Rufen („voice control“) oder Winken („reflex control“) unterbrechen lässt.

### Sleep-Timer
Der Sleep-Timer von Radioweckern schaltet das Radio nach der gewählten Zeitdauer ab, damit man beim Einschlafen Radio hören kann.

### Wahl der Weckart
Bei vielen Radioweckern kann man wählen, ob man mit dem Radio oder mit einem Weckton geweckt werden will. Bei manchen sind auch andere Tonquellen möglich, z. B. CD.

### Nap-Timer
Der Nap-Timer spielt den Weckton nach der gewählten Zeitdauer, damit man aus einem Nickerchen (englisch nap) geweckt wird.

## Wecker mit speziellen Weckfunktionen

### Lichtwecker

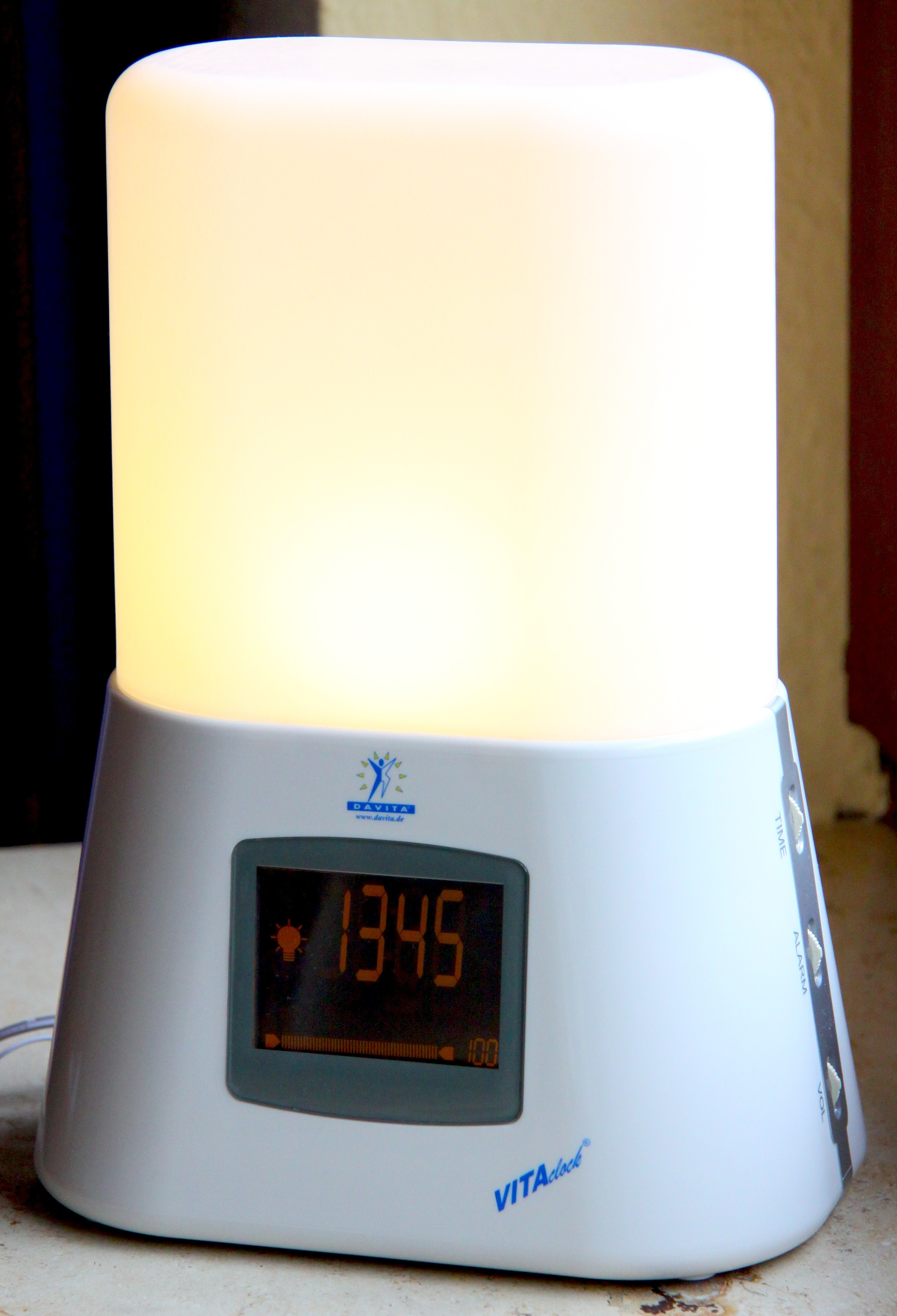
Lichtwecker

Lichtwecker sind Wecker, die durch ein stufenweises oder kontinuierliches Erhellen des Raumes wecken. Durch den simulierten Sonnenaufgang soll der menschliche Organismus langsam auf das Aufstehen vorbereitet werden.
Nach Angaben der Hersteller werde die zunehmende Helligkeit des Schlafzimmers vom Schlafenden unbewusst wahrgenommen und bewirke eine gesteigerte Serotonin-Produktion. Zudem werde gleichzeitig der Melatonin-Spiegel gesenkt. Beides begünstige das natürliche Erwachen. Unterstützt wird diese natürliche Aufwachphase in der Praxis durch natürliche Töne wie Vogelgezwitscher.

### Wecker für Gehörlose und Schwerhörige
Diese Wecker besitzen zusätzlich oder anstelle des akustischen Signalgebers Blitzleuchten, die starke Lichtblitze aussenden, oder eine Vorrichtung, die Vibrationen auslöst, um Personen mit beeinträchtigtem Gehör zu wecken. Inzwischen sind durch das Aufkommen von Smartphones beziehungsweise Smartwatches solche Wecker nur noch selten gefragt, da stattdessen die Lichtfunktion (Handyblitz) bzw. der Vibrationsalarm des Smartphones oder des Smartwatches benutzt wird.
Die Impulse eines entsprechenden Lichtweckers oder eines Smartphone-Blitzes reichen aus, um eine schlafende Person auch bei geschlossenen Augen zu wecken, soweit diese nicht z. B. von Kissen oder Decken abgedeckt sind.
Ein mit einem integrierten Vibrationsalarm ausgestatteter Wecker bzw. Smartphone wird unter die Matratze oder am Kopfkissen befestigt, eine Smartwatch wird am Handgelenk belassen. Stationäre Modelle liefern ein Vibrationskissen oder einen am Bettrahmen zu befestigenden Vibrationsmotor mit, die per Kabel am Wecker angeschlossen werden.
Sofern eine Hörminderung durch einen Arbeitsunfall eintritt, zahlt in Deutschland bisweilen auch die gesetzliche Unfallversicherung einen entsprechenden Wecker. In diesen Fällen zählt zu den Hilfsmitteln für Schwerhörige und Gehörlose auch ein Lichtwecker. Unter bestimmten Voraussetzungen leistet innerhalb Deutschlands das Integrationsamt oder die Bundesagentur für Arbeit eine Zuzahlung.

### Schlafphasenwecker

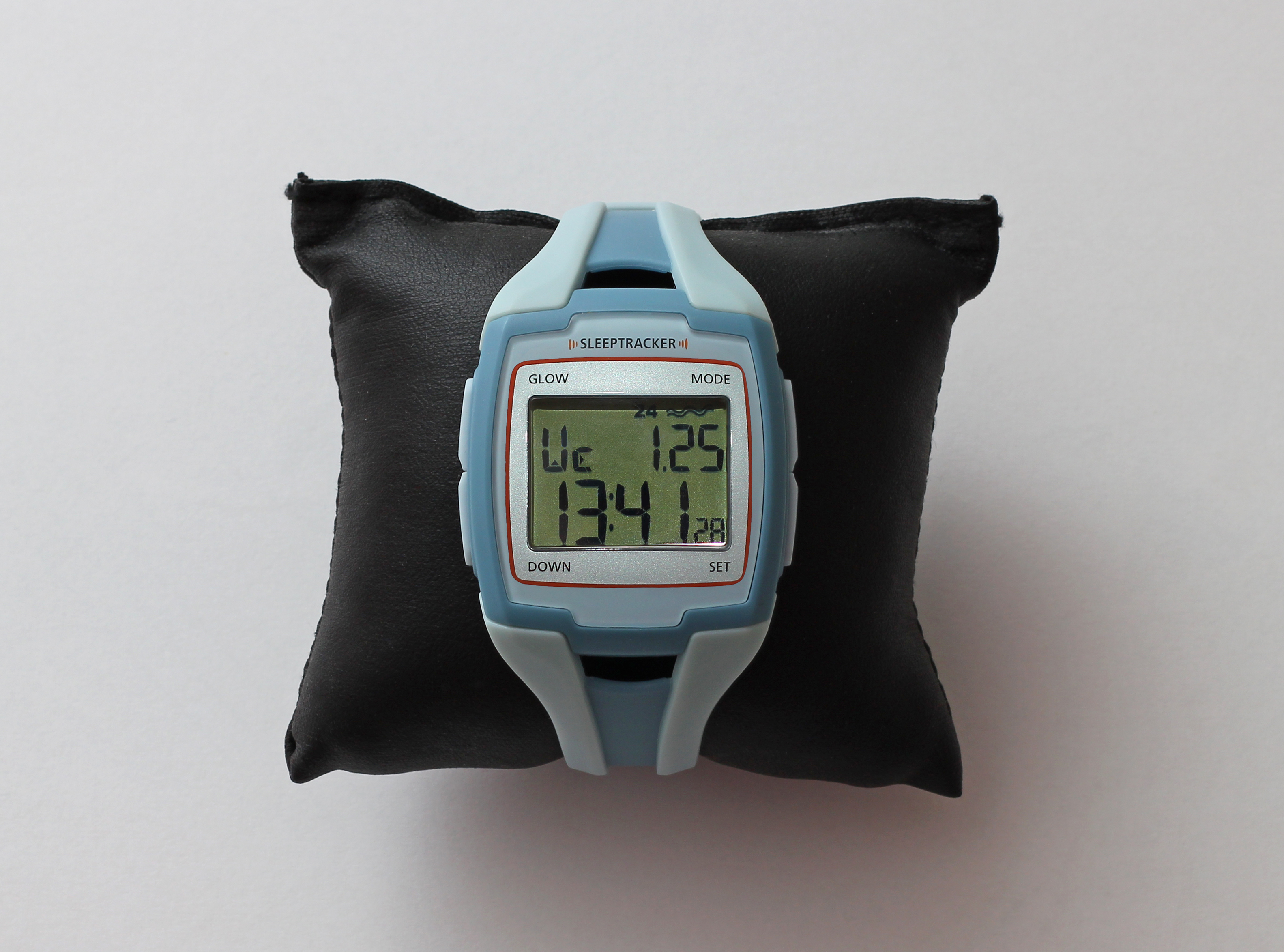
Ein Schlafphasenwecker als Armbandausführung

Schlafphasenwecker (auch Biorhythmus-Wecker) wecken während einer leichten REM-Schlaf-Phase. Durch die körperliche Unruhe und Bewegung im Bett ermittelt der Sensor die Leichtschlafphase und weckt passend in einem vordefinierten Zeitfenster. Entsprechende Tests zeigen positive Auswirkungen, wenn der Start in den Tag nicht entgegen dem chronobiologischen Rhythmus beginnt.

### Bewegliche Ausführungen
Das Ziel von diesen Weckern ist es, die zu weckende Person zu einer größeren körperlichen Aktion zu nötigen, um den Wecker auszuschalten, als nur die Hand auszustrecken. Hierunter zählt u. a. das Aufstehen, um den Wecker oder Teile von ihm aufzufinden, das Anheben eines Weckers in Hantel-Form oder das Zielen mit einem Lichtpunkt auf einen Wecker mit einer Zielscheibe. Weitere Beispiele:
- Wurfwecker: ein Wecker, der nur durch Werfen auf den Boden oder an die Wand zum Verstummen zu bringen ist.

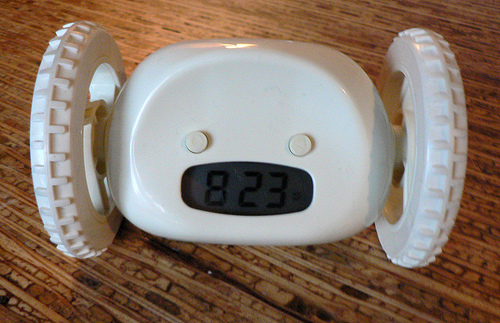
Radwecker Clocky

- Radwecker Clocky Radwecker: ein Wecker, der mit motorisierten Rädern ausgestattet ist. Zum Alarm setzt sich der Wecker mit den Rädern in Bewegung, so dass die zu weckende Person zum Aufstehen genötigt wird und dem Wecker hinterherlaufen muss, um den Alarm am Wecker abzustellen.

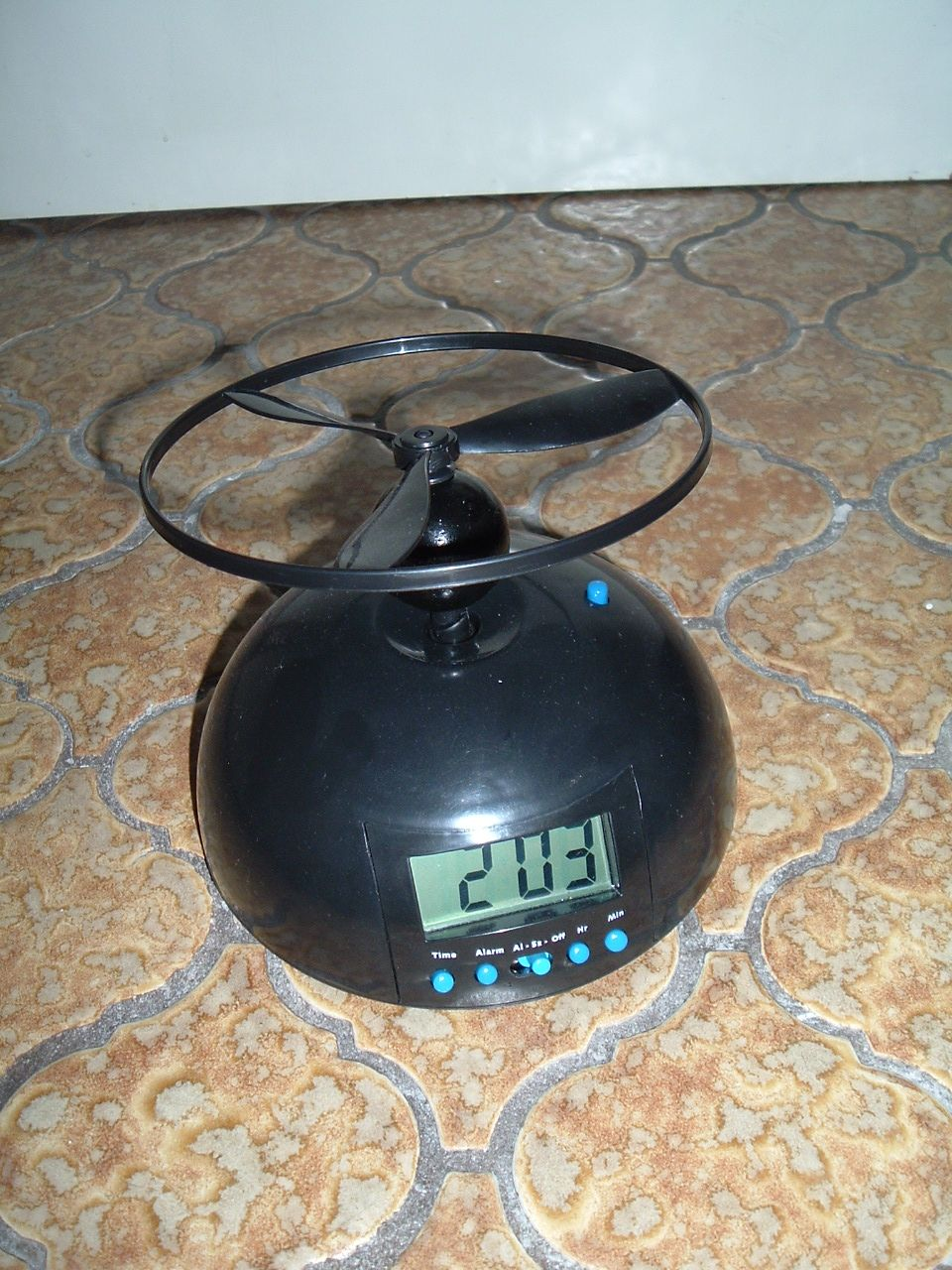
Rotorwecker Fliegende Rotoren-Wecker

- Rotorwecker Fliegende Rotoren-Wecker Rotorwecker: ein Wecker, der mit einem aufgesteckten Rotor ausgestattet ist. Zum Alarm hebt der Rotor ab und kann nur durch das Wiederaufstecken des Rotors abgestellt werden.

### Weitere
- Wecker sind als Zusatzfunktion auch in vielen Geräten vorhanden, die eine Uhr enthalten, beispielsweise Stereoanlagen und Mobiltelefone.
- Kurzzeitwecker – auch als Eieruhren bekannt – geben nach Ablauf einer einstellbaren Zeitspanne vom meistens maximal 60 Minuten ein Signal ab.